# Katarzyna Urbańska
Katarzyna Urbańska – polska inżynier architekt, konserwatorka zabytków, od 2024 Małopolski Wojewódzki Konserwator Zabytków.
Ukończyła studia na kierunku architektura i urbanistyka na Politechnice Krakowskiej, a także studia podyplomowe na kierunku pośrednictwo w obrocie nieruchomościami na Akademii Górniczo-Hutniczej w Krakowie. W latach 2006–2021 była pracownikiem Wojewódzkiego Urzędu Ochrony Zabytków w Krakowie. Zajmowała się m.in. projektami dotyczącymi rewitalizacji obiektów zabytkowych, m.in. zamków, pałaców, kościołów i synagog z terenu województwa małopolskiego. Prowadziła nadzór nad pracami konserwatorskimi dla obszaru krakowskiego Starego Miasta, Kazimierza, Starego Podgórza. W urzędzie piastowała stanowiska od inspektora, przez specjalistę, do kierownika Wydziału ds. Inspekcji Zabytków Nieruchomych.
Po 2021 pracowała w Zarządzie Inwestycji Miejskich w Krakowie, jako starszy specjalista w Dziale Inwestycji Kubaturowych. Prowadziła nadzór i koordynowała procesy inwestycyjne. Od 26 stycznia 2024 pełni funkcję Małopolskiego Wojewódzkiego Konserwatora Zabytków w Krakowie.